# 살루키
살루키(Saluki ← 아랍어: سلوقي Saluqi[*])는 기원이 오래된 개로 기원전 7,000~6,000년 수메르 유적에서도 발견될 정도이다. 또한 이집트의 왕도 살루키를 아껴 왕이 죽으면 함께 미라가 되기도 하였다. 어깨높이 58~71cm, 몸무게 20~30kg이다. 사막 등의 어려운 조건에서도 잘 살 수 있으며 추위에도 강하다. 다리가 강하고 표정은 위엄이 있다. 주인에 대하여 애정이 깊고 집을 지키는 개로서 이용된다.